# برشاوشان واضح
برشاوشان واضح (الاسم العلمي: Adiantum lucidum) هو نوع من النباتات يتبع جنس البرشاوشان من الفصيلة الديشارية.